# Attemsia falcifera
Attemsia falcifera är en mångfotingart som beskrevs av Karl Wilhelm Verhoeff 1899. Attemsia falcifera ingår i släktet Attemsia och familjen Attemsiidae. Inga underarter finns listade i Catalogue of Life.